# 자이언트두더지쥐
자이언트소경두더지쥐(Spalax giganteus)는 소경쥐과에 속하는 설치류의 일종이다. 카자흐스탄과 러시아 남부의 제한된 지역에서 발견된다. 뿌리와 덩이줄기를 먹고, 이빨로 땅을 파고 굴 속의 지하에서 생활한다.

## 분포 및 서식지
자이언트두더지쥐는 북캅카스와 카자흐스탄, 체첸 공화국, 카스피해 북단과 흑해 사이에 위치한 칼미크 공화국 남부의 토착종이다. 50,000km2 이하의 제한된 지역에 분포하고, 해당 지역에서 분포는 상당히 고르지 않다. 습기가 있는 모래 흙과, 반사막 지역, 강 계곡, 평원, 관목 지대 또는 갈대 지역 그리고 교란되고 경작되는 토양에 굴을 파고 지하에서 생활한다.

## 습성
자이언트두더지쥐는 연중 활동적이다. 땅을 파고 굴 속의 지하에서 주로 서식하며, 일자일웅 생활을 하는 것으로 추정된다. 12월과 1월 사이에 보통 번식을 하고, 암컷은 두 세 마리의 새끼를 낳는다. 뿌리와 덩이줄기를 갉아 먹기 위해 앞니를 사용할 뿐만 아니라 땅을 파는 데도 사용한다. 이빨은 날카롭고 기능적으로 유지하기 위해 계속해서 자라고 이빨 면을 갈 필요가 있다. 이는 턱을 주기적인 운동으로 올리거나 내리고 돌출시켜 윗니와 아랫니를 함께 갈아서 얻을 수 있다.

## 보전 상태
분포 지역에서 자이언트두더지쥐는 고르지 않게 분포하며, 실제로는 37000km2 이하 면적을 차지하는 것으로 간주된다. 국제 자연 보전 연맹(IUCN)이 이전에는 취약종으로 기재했지만 현재는 IUCN 적색 목록에서 "관심대상종"으로 등재하고 있다.